# Kamil Tolon

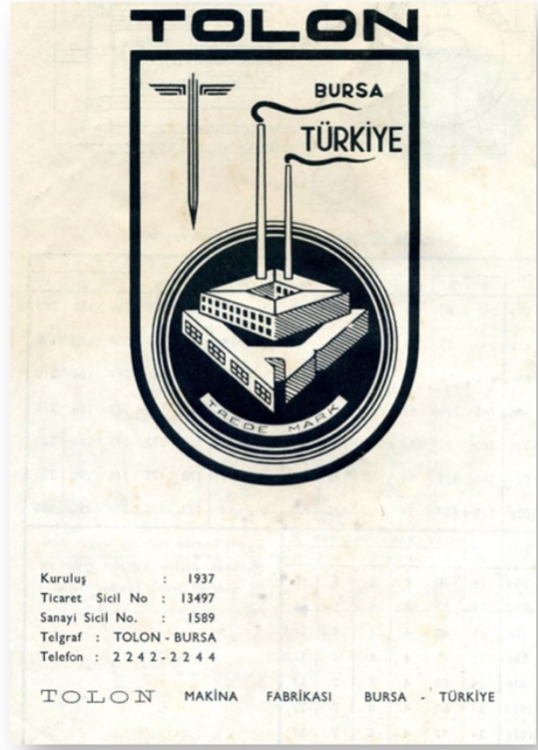
Kamil Özdemir Tolon

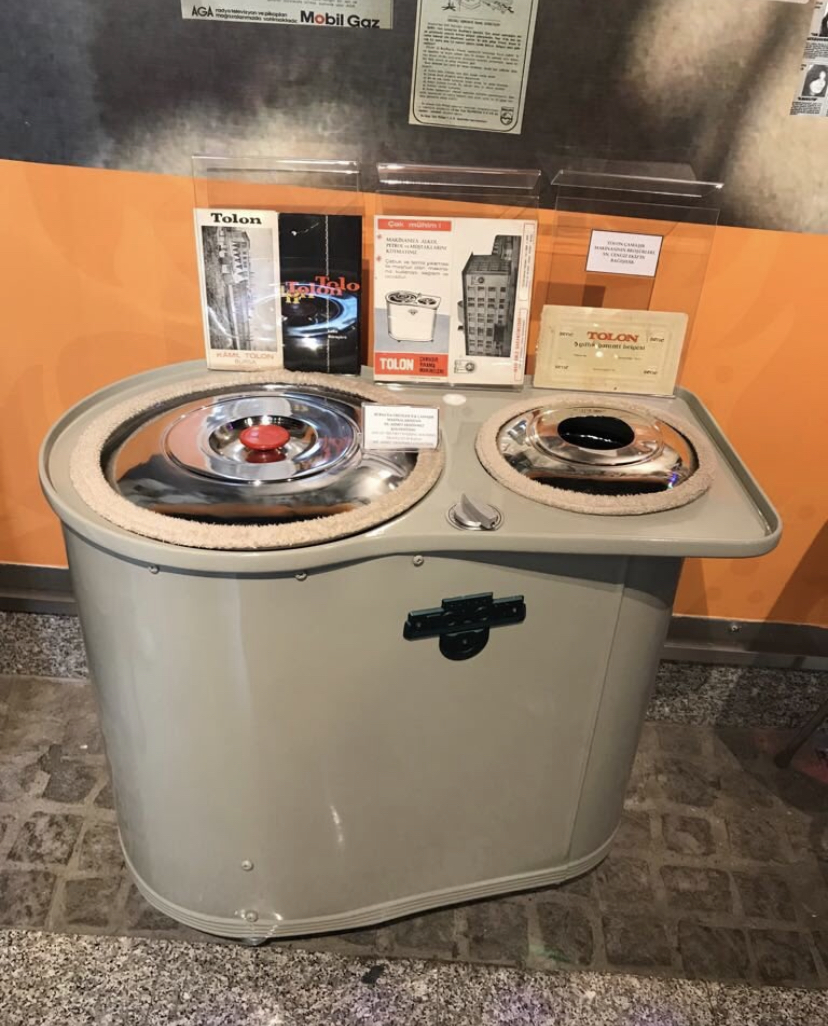
Tolon lavadora

Kamil Tolon (29 de febrero de 1912 - 23 de julio de 1978) fue un empresario e industrial turco.

## Carrera
Cuando se graduó de la universidad en 1935, fue nombrado observador PTT. Después de eso, con Fahri Batıca, abrieron una tienda. En esta tienda produjeron la primera lavadora en Turquía. Después de eso, su compañero de clase Adnan Menderes le sugirió a Kamil Tolon que produjera un motor eléctrico. Más tarde, construyó el primer motor eléctrico en Turquía.